# Esporte Clube Comercial (PR)
El Esporte Clube Comercial es un equipo de fútbol de Brasil que actualmente se encuentra inactivo.

## Historia
Fue fundado el 14 de marzo de 1943 en el municipio de Cornélio Procópio, al sur del estado de Paraná, aunque irónicamente el club participaba en el torneo regional del norte en sus primeros años.
A finales de los años 1950 e inicios de los años 1960 el club ganó notoriedad dentro del estado de Paraná, participando por primera vez en el Campeonato Paranaense y ganando el título de la región del norte. En 1961 se convierte en campeón estatal por primera vez, con lo que es el primer equipo del sur del estado y segundo del interior en ganar el título estatal.
Gracias al título estatal logra la clasificación para el Campeonato Brasileño de Serie A de 1962, conocido como Taça Brasil, en donde fue eliminado en la primera ronda de la zona sur por el Esporte Clube Metropol del estado de Santa Catarina luego de empatar 1-1 de visita y perder 1-2 en casa, terminando en el lugar 14 entre 18 equipos.
El club estuvo jugando hasta 1969, y posteriormente hace su regreso a la competición en 1992 en el Campeonato Paranaense, del cual desciende en 1995 y su última temporada ha sido la de 2007 en la segunda división estatal, aduciendo dificultades financieras y administrativas.

## Palmarés
- Campeonato Paranaense: 1

1961
Campeonato Norte de Paraná: 2
1958, 1961

## Jugadores

### Jugadores destacados
- Dirceu Funari